# Harris Mann
Harris Mann (Londra, 1938 – 14 agosto 2023) è stato un ingegnere, progettista e designer britannico, noto per essere stato capo del centro stile della British Leyland, sostituendo Roy Haynes nel 1970.

## Biografia

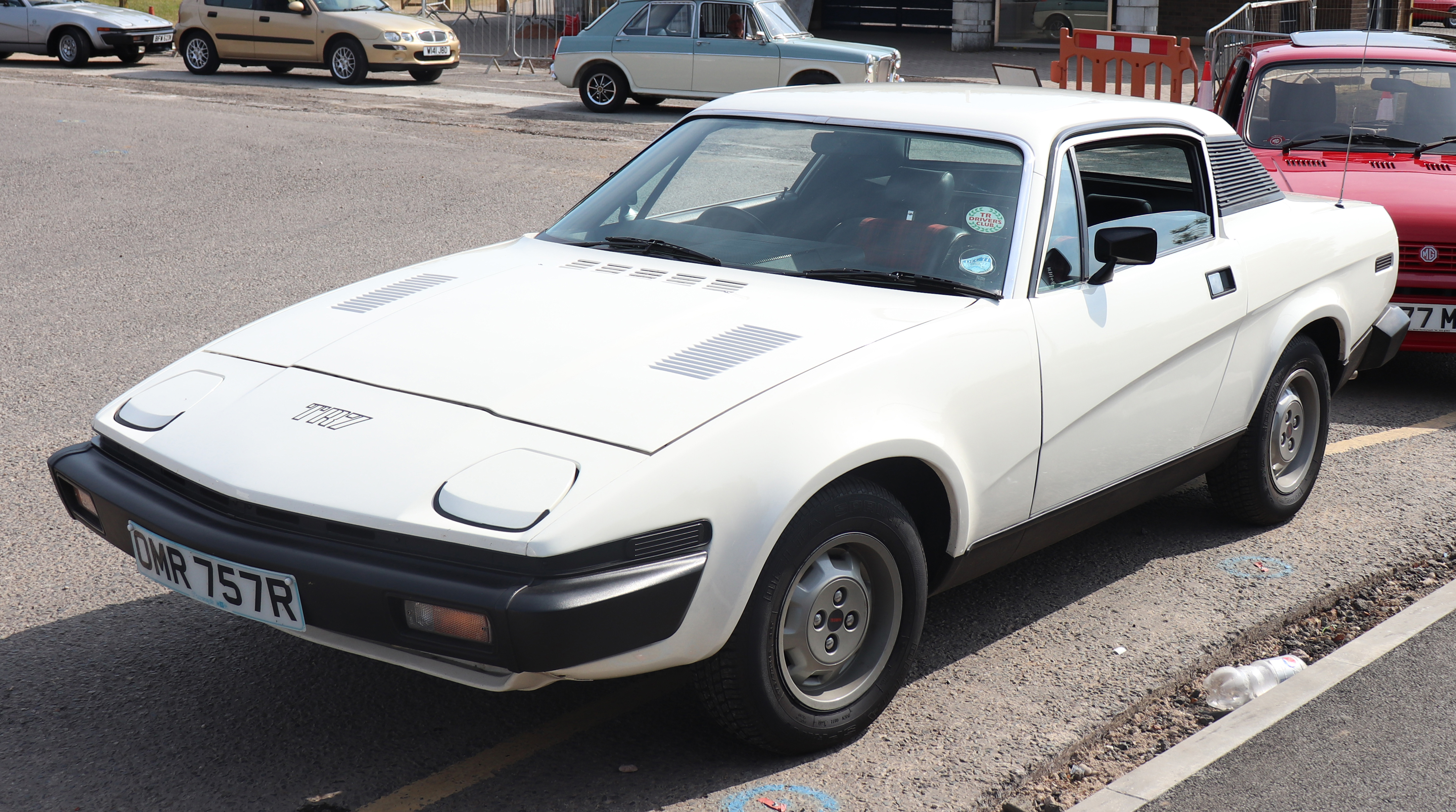
TR7 del 1977

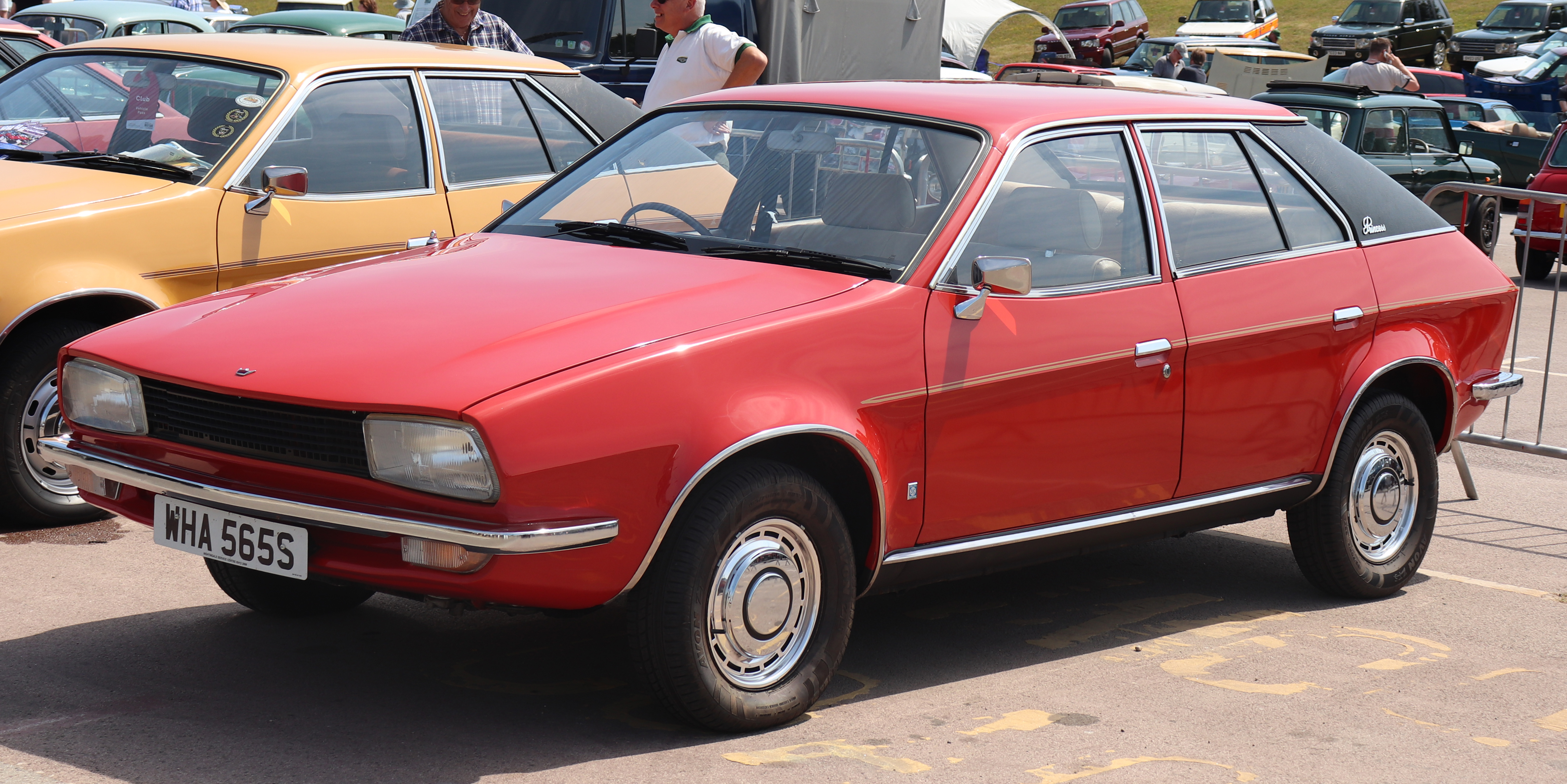
Princess del 1977

Nato a Londra nel 1938, frequentò la scuola di ingegneria a Westminster. La sua carriera nel mondo automobilistico iniziò con la ditta di costruzione di autobus Duple, seguita da un breve periodo negli Stati Uniti con la Loewy Consultancy. Dopo un breve periodo alla National Service nel Regno Unito, Mann lavorò per Commer e poi per Ford dove venne coinvolto nello sviluppo della prima Escort e Capri. Il suo capo alla Ford, Roy Haynes, convinse Mann a seguirlo con lui quando, nel 1967, si trasferì alla BMC per dirigere il centro stile a Cowley.
Mann lavoro al fianco di Haynes alla BMC Marina e, quando il dipartimento di progettazione dove lavoravano venne trasferito a Longbridge e Haynes lasciò l'azienda, Mann venne promosso a capo del team di progettazione per quella che allora era la British Leyland (BL).
Mann terminò il progetto Allegro e poi lavorò al progetto Diablo, che in seguito divenne il modello Austin Princess. Disegnò poi la sua vettura più famosa, la Triumph TR7. Il suo progetto finale alla BL fu la Metro, dopodiché si dimise operando come freelance. In tale veste tornò a lavorare per la MG Rover sulla serie MG "Z" (ZR, ZS e ZT). A metà degli anni '80 fece anche da consulente alla BMW. 
Morì il 14 agosto 2023 all'età di 85 anni.

## Modelli disegnati
- Austin Allegro
- Austin Metro
- Austin Princess
- Triumph TR7
- Morris Ital